# Znanstvenik
Znanstvenik je osoba koja sustavnim istraživanjem prikuplja podatke i opažanja te, vodeći se načelima znanstvene metode, postavlja i ispituje hipotezu, kako bi stekao i podijelio razumijevanje i znanje. Može biti stručnjak u jednome ili više područja znanosti. Znanstvenici istražuju radi sveobuhvatnijeg razumijevanja prirode, uključujući njezine fizičke, matematičke i društvene sastavnice.
Znanstvenici se razlikuju od inženjera, koji osmišljavaju, grade i održavaju uređaje za određene situacije. Kada znanost ima za cilj postizanje određene koristi, naziva se primijenjena znanost. Primijenjeni znanstvenik provodi istraživanje radi razvoja nove, poboljšavanja ili prenamjene dosadašnje tehnologije ili razvoja nove praktične metode. Kada znanost uključuje nedodirljive aspekte stvarnosti, naziva se prirodna filozofija.
Znanost i tehnologija stalno su mijenjali postojanje čovjeka inženjerstvom. Znanstvenici uključuju teoretičare, koji uglavnom razvijaju modele da bi objasnili postojeće podatke i predvidjeli nove rezultate te one koji eksperimentiraju i uglavnom testiraju modele radeći mjerenja – iako je u praksi podjela između ovih dviju djelatnosti jasno razlikovana, brojni znanstvenici obavljaju oba zadatka.